# 高岡町紙屋
高岡町紙屋（たかおかちょうかみや）は、宮崎県宮崎市の地名。高岡地域自治区に属している。郵便番号は880-2325。

## 地理
宮崎市の北西部、旧高岡町の北西に位置する。隣接する小林市野尻町紙屋（旧紙屋村）との地名の関連性は不明だが、同地には、神谷氏の流れを汲む豊後国緒方氏が移住し、紙屋と号したので紙屋とついた説がある。綾町南俣、小林市野尻町紙屋、高岡町浦之名と接する。

## 歴史
- 平成18年（2006年）1月1日 - 高岡町が宮崎市に編入。

## 世帯数と人口
2023年（令和5年）4月1日現在の世帯数と人口は以下の通りである。
| 町丁       | 世帯数 | 人口 |
| ---------- | ------ | ---- |
| 高岡町紙屋 | 43世帯 | 65人 |

## 小・中学校の学区
市立小・中学校に通う場合、学区は以下の通りとなる。旧浦之名小学校校区。
| 町名       | 小学校             | 中学校             |
| ---------- | ------------------ | ------------------ |
| 高岡町紙屋 | 宮崎市立高岡小学校 | 宮崎市立高岡中学校 |

## 交通

### バス
宮交グループの運営するバスが営業している。

### 道路
- 宮崎県道357号田の平綾線

## 施設
- 浦之名川